# Asteriscium argentinum
Asteriscium argentinum är en flockblommig växtart som beskrevs av Robert Hippolyte Chodat och Ernst Wilczek. Asteriscium argentinum ingår i släktet Asteriscium och familjen flockblommiga växter. Inga underarter finns listade i Catalogue of Life.